# Stazione di Castelleone
Stazione di Castelleone vasútállomás Olaszországban, Lombardia régióban, Castelleone településen.

## Vasútvonalak
Az állomást az alábbi vasútvonalak érintik:
- Treviglio–Cremona-vasútvonal

## Kapcsolódó állomások
A vasútállomáshoz az alábbi állomások vannak a legközelebb:
- Stazione di Soresina (Treviglio–Cremona-vasútvonal, kelet)
- Stazione di Madignano (Treviglio–Cremona-vasútvonal, északnyugat)